# Rohrbach (Nusbaum)
Rohrbach ist ein Weiler der Ortsgemeinde Nusbaum im Eifelkreis Bitburg-Prüm in Rheinland-Pfalz.

## Geographische Lage
Rohrbach liegt rund 2,5 km südlich des Hauptortes Nusbaum in Tallage. Der Weiler ist von umfangreichen landwirtschaftlichen Nutzflächen umgeben. Im Süden grenzt Rohrbach an das ausgedehnte Waldgebiet Nusbaumer Hardt. Ebenfalls südlich der Ansiedlung fließt der namensgebende Rohrbach.

## Geschichte
Rohrbach war einst der zweitkleinste der fünf Weiler Nusbaums. Bekannt ist, dass er im Jahre 1840 aus vier Anwesen bestand. 1843 gehörte Rohrbach zur Bürgermeisterei Nusbaum und wurde von 29 Menschen bewohnt. In neuerer Zeit ist ein starkes Wachstum des Weilers zu verzeichnen.

## Naherholung
Durch Rohrbach verläuft der Jakobsweg von Köln bis Trier (Via Coloniensis).
In der Nähe von Nusbaum verläuft der Wanderweg 51 des Naturpark Südeifel. Es handelt sich um einen rund 14 km langen Rundwanderweg, der die Orte Kruchten, Hommerdingen und Freilingen (Ortsteil von Nusbaum) verbindet. Der Wanderweg verläuft unter anderem auch durch das große Waldgebiet Nusbaumer-Hardt. Dieses ist als Erholungsgebiet bekannt und beinhaltet weitere Wanderrouten mit ähnlich langen Strecken.

## Verkehr
Es existiert eine regelmäßige Busverbindung.
Rohrbach ist durch die Kreisstraße 7 erschlossen. Diese endet im Weiler. Rohrbach liegt zudem wenig südlich der Landesstraße 2 in Stockigt.